# イバン・マルコーネ
イバン・ホセ・マルコーネ（Iván José Marcone、1990年6月3日 - ）は、アルゼンチン・ブエノスアイレス州サランディ出身のサッカー選手。CAインデペンディエンテ所属。ポジションはMF。

## クラブ経歴
2008年にアルセナルFCのトップチームに昇格。10月18日のCAベレス・サルスフィエルド戦でプロデビュー。2009年10月17日のCAバンフィエルド戦でプロ初ゴールを記録。以降チームの中心選手に成長し、2011-12シーズンに後期リーグ優勝。更にコパ・アルヘンティーナやスーペルコパ・アルヘンティーナでも優勝を経験した。その後セルタ・デ・ビーゴやヘタフェCF、シカゴ・ファイアーFCなどへの移籍の噂が浮上するも、破断に終わる。
2016年1月15日、CAラヌースに移籍。同年リーグ優勝とスーペルコパ・アルヘンティーナ優勝を経験し、二冠を達成。
2018年夏、リーガMXのクルス・アスルと契約。2018-19シーズンは途中までリーグ戦24試合に出場。
2019年1月、ボカ・ジュニアーズと契約し、母国復帰。2019-20シーズンのリーグ優勝を経験した。
2020年10月5日、エルチェCFへ買取義務付きのローン移籍が決定。30歳にしてヨーロッパ進出が実現した。
2022年6月18日、母国アルゼンチンに戻り、CAインデペンディエンテに加入した。

## 代表歴
2017年3月にアルゼンチン代表に初招集。2018 FIFAワールドカップの代表候補に挙がるも、選考外で終了。2019年3月26日のモロッコ戦でフル代表デビューを果たした。

## 人物
- CAラヌースに在籍していた2018年4月、AAアルヘンティノス・ジュニアーズ戦で見せた『三段式フェイント』が話題を呼んだ[4]。
- エルチェCFに移籍する直前の2020年8月、当時所属していたボカ・ジュニアーズでコロナウイルスによるクラスターが発生。カルロス・テベスをはじめとした多くの選手感染し、マルコーネも陽性と診断されたが、その後無事に回復した[5][6]。
- ボカ・ジュニアーズで一時期プレーしたダニエレ・デ・ロッシとは親交が深く、29歳の誕生日の時にデ・ロッシからお祝いのメッセージを貰ったという[7]。